# Deniz Hümmet
Deniz Hümmet est un footballeur turco-suédois né le 13 septembre 1996 à Malmö, en Suède. Il joue au poste d'avant-centre au Djurgårdens IF.

## Biographie

### En club
Il évolue dans les équipes de jeunes du Malmö FF, où « en sept mois il a inscrit 44 buts ». Il participe notamment à l'UEFA Youth League 2014-2015, et joue un match avec l'équipe première en coupe de Suède,.
Il rejoint l'ES Troyes AC qui évolue en Ligue 2 le 31 janvier 2015,. L'équipe, dans laquelle il fait trois apparitions, est sacrée championne en fin de saison et est promue en Ligue 1.

### En sélection
Il est appelé dans les sélections de jeunes de l'équipe de Turquie,.

## Palmarès
ES Troyes AC
- Championnat de France de Ligue 2 (1) :
  - Champion : 2014-2015.